# Aljaksandr Ivanow
Aljaksandr Ivanow (Wit-Russisch: Аляксандр Іваноў, Russisch: Александр Иванов) (Homel, 29 oktober 1994) is een Wit-Russisch zanger.

## Biografie
Ivanow werd geboren in Homel, in het zuidwesten van Wit-Rusland, en ging aldaar naar de muziekschool. In 2009 verhuisde hij naar Sint-Petersburg. Daar startte hij zijn muzikale carrière door een rockband op te richten. In 2014 nam hij deel aan Five Stars, een Russische talentenjacht die dienstdeed als nationale preselectie voor het Intervisiesongfestival, dat voor het eerst sedert 2008 opnieuw georganiseerd zou worden. Hij won de competitie, en mocht aldus Rusland vertegenwoordigen op het festival, dat in oktober 2015 gehouden zou worden in Sotsji. Het festival zou echter nooit plaatsvinden.

## Eurovisiesongfestival 2016
In januari 2016 nam hij deel aan de Wit-Russische preselectie voor het Eurovisiesongfestival. Met het nummer Help You Fly ging hij met de zegepalm aan de haal, waardoor hij onder de naam "Ivan" zijn vaderland mocht vertegenwoordigen op het Eurovisiesongfestival 2016, dat gehouden werd in de Zweedse hoofdstad Stockholm. Oorspronkelijk had met wolven op het podium willen optreden. Dit is echter niet toegestaan volgens de reglementen van het songfestival.
In Stockholm haalde hij de twaalfde plaats in de halve finale, wat niet volstond voor deelname aan de finale.
2004: Aleksandra & Konstantin · 
2005: Angelika Agoerbasj · 
2006: Polina Smolova · 
2007: Dmitri Koldoen · 
2008: Roeslan Alechno · 
2009: Pjotr Elfimov · 
2010: 3+2 · 
2011: Anastasia Vinnikova · 
2012: Litesound · 
2013: Aljona Lanskaja · 
2014: Teo · 
2015: Uzari & Maimuna · 
2016: Ivan · 
2017: Navi · 
2018: Alekseev · 
2019: ZENA